# کالوم اسکینر
کالوم اسکینر (انگلیسی: Callum Skinner؛ زادهٔ ۲۰ اوت ۱۹۹۲) دوچرخه‌سوار اهل بریتانیا است.
وی در مسابقات کشوری و بین‌المللی در مجموع برندهٔ ۲ مدال طلا، ۱ مدال نقره، ۲ مدال برنز شده‌است.